# Bronzkor

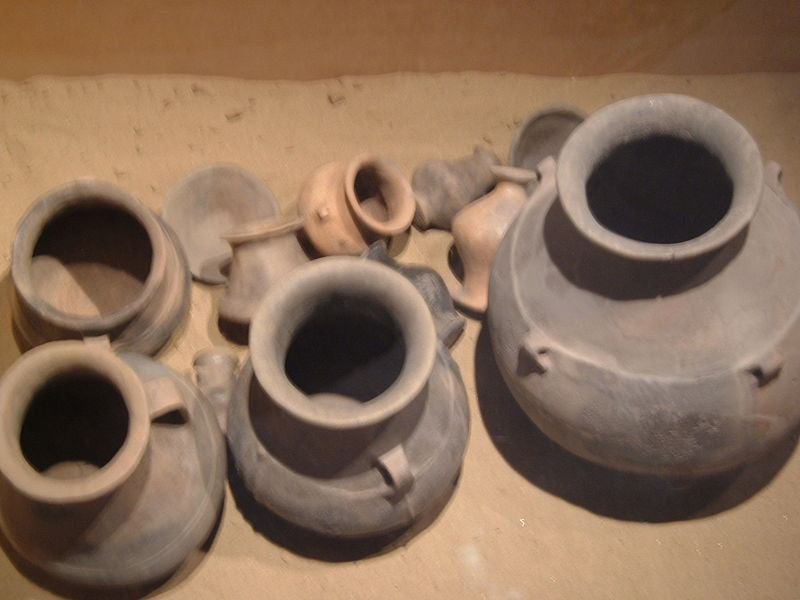
Bronzkori leletek (Damjanich János Múzeum, Szolnok)

A bronzkor régészeti korszak, a civilizáció fejlődésének azon szakasza, amikor a legtöbbet fejlődött a fémmegmunkálás. A természetes módon felszínre került érctartalmú ásványokból a réz és ón kiolvasztásával, majd ötvözésével állították elő a bronzot. A rezet és bronzot ettől a kortól kezdve módszeresen és széles körben alkalmazták. A bronzkor a világ bizonyos területein a rézkort követte, míg máshol az úgynevezett háromkorszak-rendszer része (újkőkorszak-bronzkor-vaskor). Egyes területeken ugyanakkor nem volt bronzkor, például Fekete-Afrika legnagyobb részén az újkőkort közvetlenül a vaskor követte.

## Ázsia

### A bronzművesség eredete
A bronz megmunkálásának legkorábbi emlékei az i. e. 4. évezred közepére tehető majkop kultúrából származnak a Kaukázus környékéről. Innen a technológia gyorsan terjedt Ázsia délebbi területei felé.

### Délnyugat-Ázsia
A délnyugat-ázsiai bronzkor három fő korszakra osztható (az időpontok csak közelítőlegesek):
- Korai bronzkor (i. e. 3500–2000 körül)
- Középső bronzkor (i. e. 2000–1600 körül)
- Késő bronzkor (i. e. 1600–1200 körül)

Minden fő korszak további, rövidebb szakaszokra osztható.
A bronzkohászat a Kaukázus után először Anatóliában, a mai Törökországban fejlődött ki. Az Anatóliai-felföld hegységei gazdag réz- és ónlelőhelyeket rejtettek. A rezet Cipruson, Egyiptomban a Negev-sivatagban, Iránban és a Perzsa-öböl környékén is bányászták. Az itteni réz azonban gyakran arzénnal keveredett, és a bronzelőállításhoz szükséges ón iránti kereslet is folyamatosan növekedett. Így Anatólián belül és azon túl is hosszú kereskedelmi útvonalak jöttek létre. Az értékes rezet és ónt tengeren is szállították a Közel-Kelet nagy birodalmaiba, mint például Mezopotámiába és az ókori Egyiptomba.
A korai bronzkorban látványos előrelépés volt a települések szervezett városállamokká fejlődése és az írás feltalálása (az uruki periódusban, az i. e. 4. évezredben). A középső bronzkori vándorlások nagymértékben átformálták a Közel-Kelet (azaz Délnyugat-Ázsia nagy része és Egyiptom) politikai térképét: megjelentek az amoriták, hettiták, hurriták, hükszoszok és valószínűleg az izraeliták ősei is. A késői bronzkort az erős birodalmak és az általuk leigázott államok versengése jellemezte (Egyiptom, Asszíria, Babilónia, Hettita Birodalom, Mitanni Királyság). Az égei civilizációval kiterjedt kapcsolatokat tartottak fenn (Ahhijava, Alasija), ahol a fő szerepet, a rézkereskedelem játszotta. Ez a korszak a nagy közel-keleti birodalmak összeomlásával zárult.
A vasat már a késő bronzkori Anatóliában elkezdték megmunkálni. A vaskorba történő átmenetet i. e. 1200 körül a Közel-Keleten inkább politikai változások idézték elő, semmint a vas megmunkálásában kialakult új fejlesztések.

### Dél-Ázsia
Indiában a bronzkor az indus-völgyi civilizáció létrejöttével egy időben, i. e. 3300 körül kezdődött (lásd Meluhha).

### Délkelet-Ázsia
A thaiföldi Ban Csiangban talált bronzleletek az i. e. 3. évezredre datálhatók.

### Kelet-Ázsia
A kínai bronzkor i. e. 2100 körül kezdődött a Xia-dinasztia korában. A kora kínai, Sang-dinasztia korabeli Erlitoui kultúrában és Sanxingdui kultúrában bronzból készült edényeket használtak a rituálékhoz, illetve földművelő szerszámokat és fegyvereket.
A középső mumuni agyagedény-korszak kultúrája a Koreai-félsziget déli részén fokozatosan átvette a bronztermékek készítését i. e. 700–600 körül, azt követően, hogy Liaoning-stílusú bronztőröket és más bronztárgyakat cseréltek a félsziget egész területén (i. e. 900–700 körül). A bronznak nagy jelentősége volt a szertartásoknál és halotti áldozatoknál i. sz. 100-ig.

## Európa

### Délkelet-Európa

#### Égei bronzkor

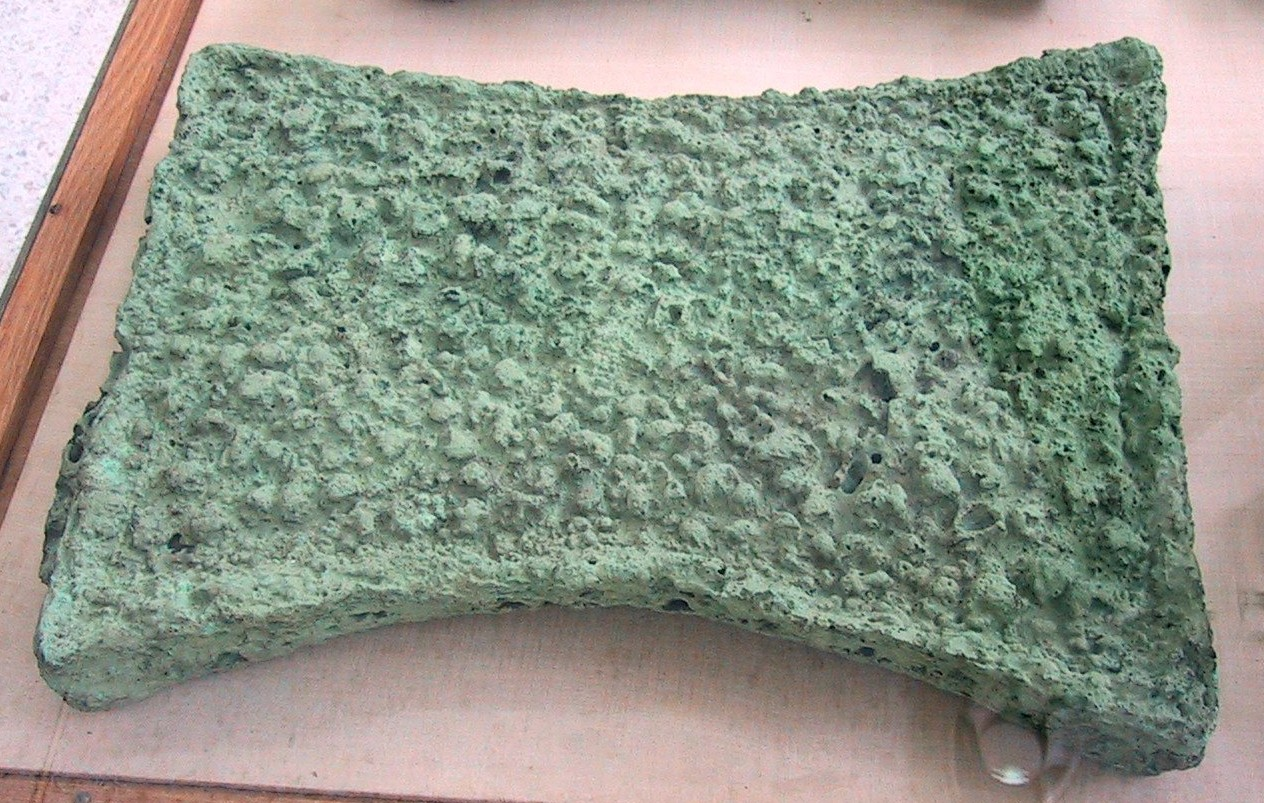
Krétán talált bronzkori rézöntvény

A legnagyobb égei-tengeri bronzkori kultúra, a minószi civilizáció kezében tartotta egész Európa bronzkori kereskedelmét. A hajózás ismerete hatalmas mértékben fejlődött, amihez fogható csak a 18. században következett be, a hosszúsági fokok meghatározási módszerének felfedezésével. A minósziak nagy kiterjedésű kereskedelmi útvonalakat építettek ki. Ezeken az útvonalakon ónt és faszenet szállítottak Ciprusra, ahol rezet bányásztak, melyet az ónnal ötvözve bronzot állítottak elő. A bronztárgyakat ezután távoli területekre exportálták. Néhány mediterrán bronztárgy óntartalmának izotópanalízise kimutatta, hogy a felhasznált ón akár olyan messzi térségekből is származhatott, mint a Brit-szigetek.
Vitatott kérdés, hogy miként ért véget a bronzkereskedelem korszaka a térségben. Tény, hogy a terület egész kereskedelmének irányítását a hanyatló minószi kultúra egy ekkor kialakuló másik nagy égei-tengeri királyság, a mükénéi kultúra vette át. Bizonyíték van arra is, hogy számos minószi kliensállam népességének nagy részét elvesztette nagymértékű éhínség és/vagy járványok miatt, ami a kereskedelmi hálózat összeomlására utal. A jól működő kereskedelem ugyanis korábban csökkentette az ilyen éhínségeket és betegségeket (a megfelelő táplálkozás révén). A minószi civilizáció fő gabonaforrása, a Fekete-tenger északi területe szintén hirtelen veszítette el lakosságának nagy részét, és valószínűleg ezért csökkenhetett ezen a területen a földművelés mértéke.

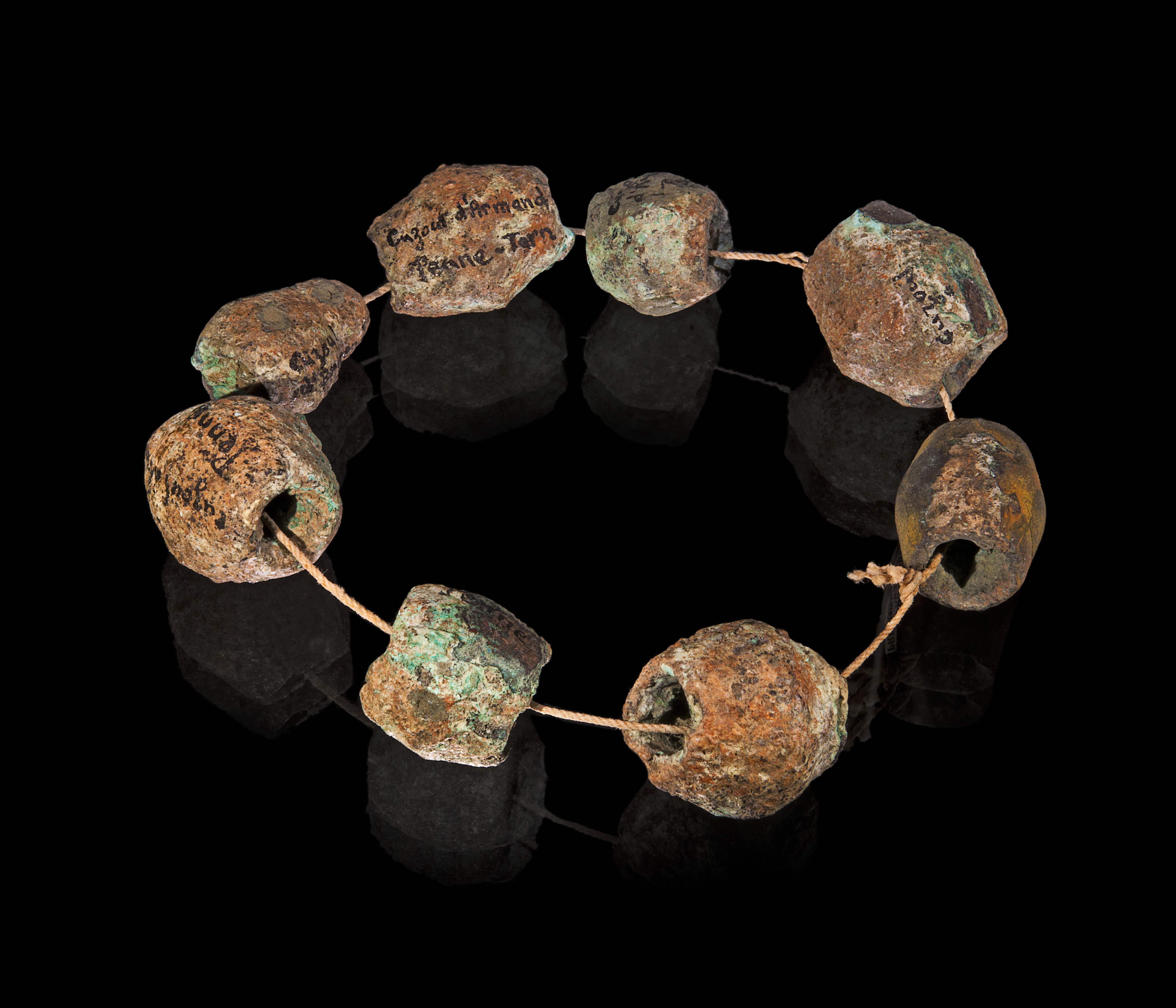
Bronz gyöngy nyaklánc (a bronzkorból, i. e. 1800-1500-ból) az úgynevezett „Le Cuzoul d'Armand” barlangból, a franciaországi Tarn megye Penne településéről

A korszak nagy hiányosságának tekinthető, hogy még nem ismerték az elszámolás fejlettebb módszereit. Számos kutató úgy gondolja, hogy a minószi kultúra és más ókori birodalmak jobban igényelték a luxuscikkeket, mint az alapvető szükségleteket kielégítő árukat, és ez a gazdaságtalan kereskedelem okozta az éhínségeket.
A legújabb kutatások megcáfolták azt a teóriát, miszerint a ciprusi erdők kiirtása okozta a bronzkereskedelem végét. Ezek köztudottan a késői időkig léteztek, és kísérletekkel kimutatták, hogy a késői bronzkor bronztermeléséhez szükséges faszén kizárólag helyi előállítása kevesebb mint ötven év alatt kiirtotta volna azokat.
Egy másik elmélet szerint a vasszerszámok általánosan elterjedtté váltak, a fő igény az ónkereskedelemre megszűnt, és a kereskedelmi hálózat funkciója elveszett. Így amikor később a minószi kultúra különálló kolóniái aszálytól, éhínségtől, háborútól vagy ezen három tényező együttesétől szenvedtek, már nem férhettek hozzá a birodalom távoli élelemforrásaihoz, amelyek megmenthették volna őket.
Az elméletek egy másik csoportja Théra (a mai Szantorini szigete) vulkánjának kitöréséhez köti mindezt, mely röviddel a bronzkor vége előtt történt. Théra körülbelül 40 mérföldre, északra fekszik Krétától, mely akkoriban a minószi civilizáció központja volt. Néhány tudós úgy gondolja, hogy a Théra felől érkezett cunami pusztította el a krétai városokat. Mások azt mondják, hogy a cunami a krétai flottát saját kikötőjében pusztította el, amely ezek után döntő csatákat veszített a mükénéi hajóhaddal szemben, úgyhogy az addigi gyarmat elfoglalta a birodalmat.
Mindezen a teóriák külön-külön nem meggyőzőek, ám mindegyikben van valami igazság, ezek együttese lehet a magyarázat, hogy miért is ért véget ebben a régióban a bronzkor és a nagy civilizációk.

### Közép-Európa
A közép-európai bronzkor az i. e. 3. évezred közepétől az i. e. 8. század közepéig tartott. A bronzkor kezdete, egyrészt itt is, akárcsak Nyugat-Európában, a harang alakú edények kultúrája vagy rövidebben a harangedényes kultúra elterjedéséhez köthető. Másrészt a Duna-mentén balkáni hatásra is megjelent a bronzművesség a nagyrévi kultúrában. A Duna vonalát követő északnyugati és délkeleti eredetű hagyományok találkozásának szemléletes példáját mutatja a Békásmegyeren feltárt temetőrészlet. Poroszlai Ildikó szerint a szinte egész Európát behálózó kapcsolatrendszer hátterében valószínűleg a fémnyersanyagok iránti igény, azok kereskedelme és cseréje állott.
Fontosabb közép-európai bronzkori kultúrák:
Kora bronzkor
| Kultúra                            | Elterjedés                                                                                     | Fontosabb lelőhelyek                                                                                |
| ---------------------------------- | ---------------------------------------------------------------------------------------------- | --------------------------------------------------------------------------------------------------- |
| Vučedoli-Zóki kultúra              | Balkán félsziget északi területei, Dél-Dunántúl, Magyar Alföld a Nyírségig                     | Vukovár (Valkóvár)-Vuĉedol, Somogyvár-Kupahalom, Zók-Várhegy, Makó                                  |
| Somogyvár–Vinkovci-kultúra         | A vučedoli-kultúra területén, de északon a Fertő tó vidékéig                                   | Vinkovci                                                                                            |
| Nagyrévi kultúra                   | Közép-Duna-menti löszvidék, Tiszazug                                                           | Dunaföldvár-Kálvária, Bölcske, Baracs, Dunaújváros, Tószeg, Nagyrév-Zsidóhalom, Tiszaug, Kulcs, Vác |
| Harangedényes kultúra              | Marokkó északi részétől Szicílián és a brit szigeteken át Lengyelországig és a Csepel-szigetig | Budapest környékén: (Albertfalva, Békásmegyer, Budakalász, Csepel-sziget, Szigetszentmiklós, Tököl) |
| Glina III. – Schneckenberg csoport | az Al-Duna és Olténia vidéke                                                                   | |
| Gyula–Roşia-csoport                | Erdélyben a Körösök mentén                                                                     | |
| Makói kultúra                      |                                                                                                | |
| Nyírségi kultúra                   |                                                                                                | |
| Perjámosi kultúra                  |                                                                                                | |
| Aunjetitzi kultúra                 |                                                                                                | Nebra (Németország)                                                                                 |
| Gáta–Wieselburg-kultúra            |                                                                                                | Gattendorf (Lajtakáta), Zsennye                                                                     |
| Ottományi kultúra                  |                                                                                                | |
| Hatvani kultúra                    |                                                                                                | Hatvan-Strázsahegy, Verseg, Jászdózsa-Kápolnahalom, Vác-Csöröghegy,                                 |
| Kisapostagi kultúra                |                                                                                                | Kisapostag, Vörs-Tótok dombja                                                                       |

Középső bronzkor
| Kultúra                                  | Fontosabb lelőhelyek                    |
| ---------------------------------------- | --------------------------------------- |
| Litze-kerámia kultúrája (álzsinegdíszes) |                                         |
| Mészbetétes edények kultúrája            | Kaposvár, Mosonszentmiklós, Ménfőcsanak |
| Vatya-kultúra                            |                                         |
| Gyulavarsándi kultúra                    |                                         |
| Késő vattinai kultúra                    |                                         |
| Füzesabonyi kultúra                      |                                         |
| Hévmagyarádi kultúra                     |                                         |
| Halomsíros kultúra                       |                                         |
| Čaka-kultúra                             | Čaka (Cseke)                            |
| Koszideri kultúra                        |                                         |
| Szeremlei kultúra                        |                                         |

Késő bronzkor
| Kultúra           | Fontosabb lelőhelyek           |
| ----------------- | ------------------------------ |
| Lausitzi kultúra  |                                |
| Urnamezős kultúra | Velem-Szentvid                 |
| Pilinyi kultúra   | Piliny, Ópályi, Forró, Aranyos |
| Kijatycei kultúra | Gyermely                       |
| Csorva kultúra    | Csorva                         |
| Gáva kultúra      | Gávavencsellő                  |

#### Kárpát-medence

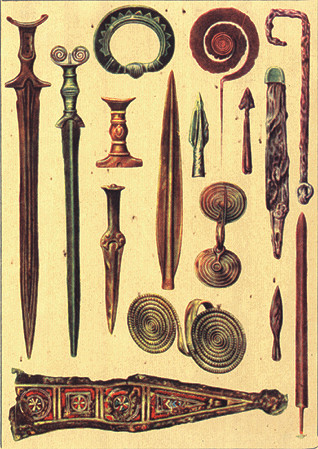
Bronzkori fegyverek Erdélyből

A területen belül a Kárpát-medencében mutatkoztak meg a korai bronzkor első jelei. A bronzkor első ismert Kárpát-medencei kultúrája a harangedényes kultúra vándorló népe volt az i. e. 3. évezred közepétől. Ezután a mai Magyarország keleti részén, a Körös mellékfolyói mentén alakult ki a makói kultúra (Makó–Kosihy–Čaka-kultúra). Ezt a Kárpát-medence nyugati felében a Somogyvár–Vinkovci-kultúra, az Alföldön pedig az ottományi kultúra és a gyulavarsándi kultúra követte. Erdélyben a Schneckenberg-kultúra terjedt el. Egyedinek számít a kizárólag a Kovászna megyei Zaboláról ismert zabolai kultúra, amely egy egyébként ismeretlen, nagyállattartó, vándorló népességhez köthető.
A középső bronzkor (i. e. 2. évezred első fele) legfontosabb Kárpát-medencei kultúrái: a Dunántúlon a zóki kultúra és az úgynevezett mészbetétes díszű edények kultúrája, az Alföldön a nagyrévi kultúra, hatvani kultúra, perjámosi kultúra, vatyai kultúra és a különlegesen szép edényeiről ismert szeremlei kultúra, valamint az erdélyi csomortáni kultúra és Wietenberg-kultúra. A Kárpát-medencei középső bronzkor végét (i. e. 15–14. század) koszideri periódusnak is nevezik Dunaújváros Kosziderpadlás lelőhelye után, ahol az úgynevezett koszideri kincseket találták.
A középső bronzkor alapjában békés korszak volt, így a Kárpát-medencében élő népek hosszabb egy helyben lakásra tudtak berendezkedni. Ezt az ásatásokon felszínre került többrétegű falvak, az úgynevezett tellek (a korábbi kultúrák romjainak egymás fölé rétegződésével keletkező dombok) bizonyítják. A tell-telepek középső bronzkori rétege arra mutat, hogy e településeken hosszú évszázadokon át minden törés nélkül folytatódott az élet. A nagy sírszámú temetőkben nem ritka, hogy több száz, sőt néha több mint 1000 sír is előkerül (például Budatétény). Mind a településtörténeti adatok (hosszú idejű egy helyben élésre utaló tell-települések), mind a nagy sírszámú temetők arra utalnak, hogy a korszakban igen jelentős demográfiai robbanás zajlott le: a népesség száma a korábbiakhoz képest megsokszorozódott. A Kárpát-medence népei jelentős kulturális kapcsolatokat tartottak fenn a mükénéi kultúra régióival, mint ahogy azt a jellegzetes mükénéi típusú fegyverek, ékszerek, bronzedények, valamint a kerámia díszítőmotívumai mutatják.
Lásd még:
- Kunhalom
- A Kárpát-medence története a honfoglalásig

#### Az Alpok és a mai német–cseh–lengyel területek
Közép-Európa északabbi és nyugatabbi részén később kezdődött a bronzkor, az aunjetizti kultúra megjelenésével (i. e. 18–17. század), amely számos kisebb csoportra oszlott, mint a straubingi és az adlerbergi kultúrák. Ez a népesség a Kárpát-medencébe is eljutott (hatvani kultúra). Néhány nagyon gazdag temetkezési hely leletei, mint például a Leubingen környékén talált aranyból készült temetkezési ajándékok, megnövekedett társadalmi rétegződésre mutatnak. A Kárpát-medencével ellentétben azonban ezen területek temetkezési helyei ritkák és kisméretűek.

#### A késői bronzkor egységes közép-európai kultúrái
A késői bronzkort (i. e. 2. évezred második fele) állandó népmozgások, valamint az ezzel együtt járó etnikai-kulturális változások jellemzik. A Kárpát-medencei kultúrákat és az aunjetizti kultúrát a késő bronzkori halomsíros kultúra harcias, lótartó törzsei követték (i. e. 17–13. század), akiket a tumuluszokban (halomsírok) történő temetkezés jellemzett. A halomsíros kései bronzkor fejlődősének csúcsát Dél-Németországban (Riegsee-bronzok), a Kárpát-medence északkeleti részében (Rimaszombat-Aranyos típusú raktárleletek), valamint Észak-Itáliában (Peschiera-bronzok) tapasztaljuk. A halomsíros kultúra fejlődésének végső szakasza egyben Európa őstörténetének sorsfordulója. az egymástól többé-kevésbé elszigetelten élő bronzkultúrák kora végérvényesen lejárt, s helyüket a hatalmas területre kiterjedő, egyetlen nagy kultúrkörhöz tartozó urnamezős kultúra veszi át. A halomsíros bronzműves központok kiterjedt kereskedelmi kapcsolatokkal rendelkeztek. Feltehetően e kereskedelem is alapvető szerepet játszott az urnamezős kultúra kialakulásában.
Az utolsó nagy közép-európai kultúra az urnamezős kultúra volt (i. e. 12–9. század). A halomsíros kultúrával lényegében rokon urnamezős kultúrát az égetéses rítus szerinti urnába temetkezés jellemezte. Ide tartozik a Kelet-Németországban és Lengyelországban kialakult lausitzi kultúra (i. e. 14–6. század), amely a vaskorban is folytatódott. Az urnamezős kultúra az ekkor Svédországból induló és a Jütland-félszigeten, valamint az Elba és Morva folyók mentén déli irányba haladó, a nyugat-magyarországi velem-szentvidi bronzműves központ érintése után az Adriai-tenger északi partjáig húzódó borostyánkőút révén kapcsolódott az Észak-, illetve Dél-Európához. Az sem kizárt, hogy a borostyánkő ismerete és gyógyító erejébe vetett hit a lausitzi kultúra területéről kivándorolt csoportokkal terjedt el délen, egészen a késő mükénéi városállamokig vagy hogy ezek csoportok már korábban, Odera menti őshazájukból való elvándorlásuk előtt kereskedelmi kapcsolatban álltak a mükénéi városállamokkal és a bronzfegyverek mellett egyik fő árucikkük éppen a görögök által elektronnak nevezett borostyánkő volt. A Csákánydoroszlón és Velemben előkerült, árucsere alapjául szolgáló bronzöntvények („előpénz”) és az egész Európában egyedülálló, Góron talált öntőforma alapján a régészek a magyarországi Vas vármegye területét a késő bronzkori Közép-Európa kiemelkedő jelentőségű fémművesközpontjának tartják.
A közép-európai bronzkort a vaskori hallstatti kultúra követte (i. e. 8–5. század). Csak Erdély tért el Közép-Európa többi részétől, mivel ez a terület az al-dunai és balkáni kultúrákkal szerves egységben fejlődött. A szarvasmarhatartó Noua-kultúra legnagyobb kiterjedése idején elfoglalta egész Erdélyt. Tárgyi emlékeik, kő- és bronzedényeik gazdagabbak, mint más egykorú kultúrák hagyatéka.

### Nyugat-Európa

#### Nagy-Britannia

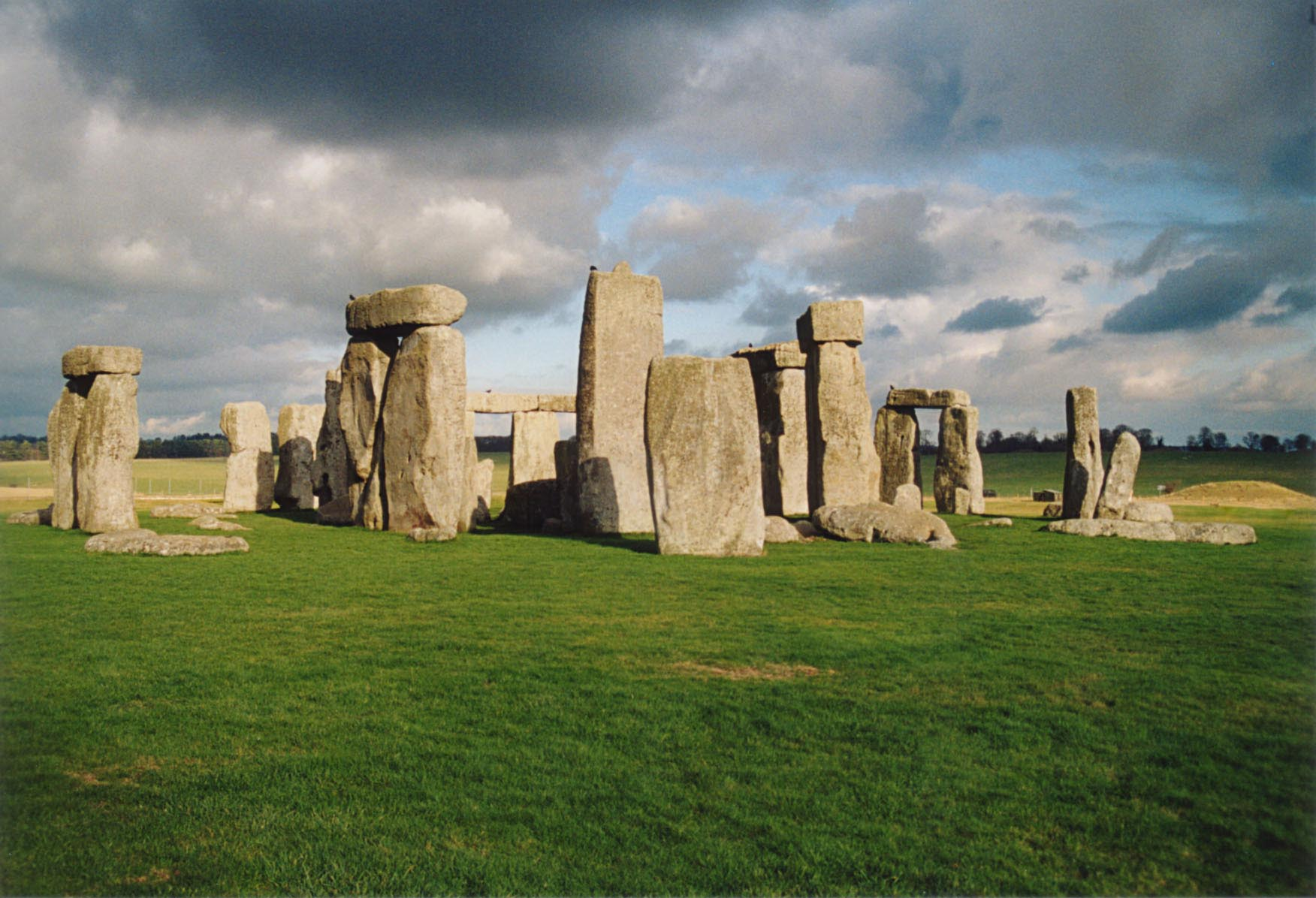
Stonehenge

Nagy-Britanniában a bronzkor körülbelül i. e. 2100 és i. e. 700 közé tehető. A népvándorlás során a kontinensről új népek jutottak el a szigetekre. A Stonehenge körüli kora bronzkori temetők csontvázain végzett legújabb izotópos fogzománckutatások azt mutatják, hogy a bevándorlók közül néhány a mai Svájc területéről jött. A harangedényes kultúra népe egészen más viselkedésformákkal rendelkezett, mint a korábbi neolitikus ember és a kulturális változás is jelentős volt. Az átalakulás azonban valószínűleg békés lehetett, minthogy a legtöbb korábbi kultikus temetkezőhelyet (henge) láthatóan elfogadták az újonnan jövők. A gazdag wessexi kultúra ebben az időben fejlődött ki Dél-Angliában.
A bronzkor során az időjárás rosszabbra fordult. A korábbi meleg és száraz időjárást sokkal nedvesebb éghajlat váltotta fel, és a népesség a hegyekben lévő könnyen védhető helyekről az alacsony fekvésű völgyekbe kényszerült. Az alföldeken hatalmas haszonállattelepek fejlődtek ki, melyek megjelenése hozzájárult a gazdasági növekedéshez és ösztönözte a növekvő erdőirtást. A Deverel-Rimbury kultúra, amely a középső bronzkor második felében kezdett kialakulni (kb. i. e. 1400–1100), jól alkalmazkodott ezekhez a változásokhoz.
Cornwall volt a fő ónforrás, nemcsak a mai Nagy-Britannia területe, hanem Európa jelentős része számára is. A rezet – többek között – az észak-walesi Great Orme bányából szerezték be. A társadalmi csoportok alapvetően törzsi jellegűek voltak, ám az egyre növekvő társadalmi összetettség és hierarchia jelei egyértelműek.
A temetkezési kultusz (amely eddig a periódusig gyakran közösségi volt) egyre inkább egyénre szabott lett. Míg a neolitikumban a nagy közös sírkamrákat vagy sírdombokat használtak temetkezési helyül, a kora bronzkori ember különálló tumuluszokba, vagy néha kővel fedett sírüregekbe temetkezett.

### Észak-európai bronzkor (i. e. 1500–500)
Észak-Németországban, Dániában, Svédországban és Norvégiában a bronzkori telepesek rengeteg jellegzetes és csodálatos tárgyat készítettek, mint például a Dániában felfedezett lúra (lur) kürtök. Néhány nyelvész úgy gondolja, hogy a germán nyelvek őse ezen a területen alakult ki az i. e. 2. évezredben. A germán törzsek kialakulása az észak-európai vaskorban fejeződhetett be.
Oscar Montelius ezt a kort I.–VI. periódusra osztja. Montelius V. periódusa más régiókban már a vaskorba esik.
Lásd még: Trundholmi kocsi

## Bibliográfia
- Pernicka, E., G.A. Wagner, et al. "Early Bronze Age Metallurgy in the Northeast Aegean." in Troia and the troad: scientific approaches. Berlin, London: Springer; 2003.; 143–172. oldal; ISBN 3-540-43711-8
- ↑ Ezredfordulón:   Magyar régészet az ezredfordulón, Főszerkesztő: Visy Zsolt, Felelős szerkesztő: Nagy Mihály, Budapest (2003). Hozzáférés ideje: 2012. december 28.